# Teatro de ópera de Zúrich

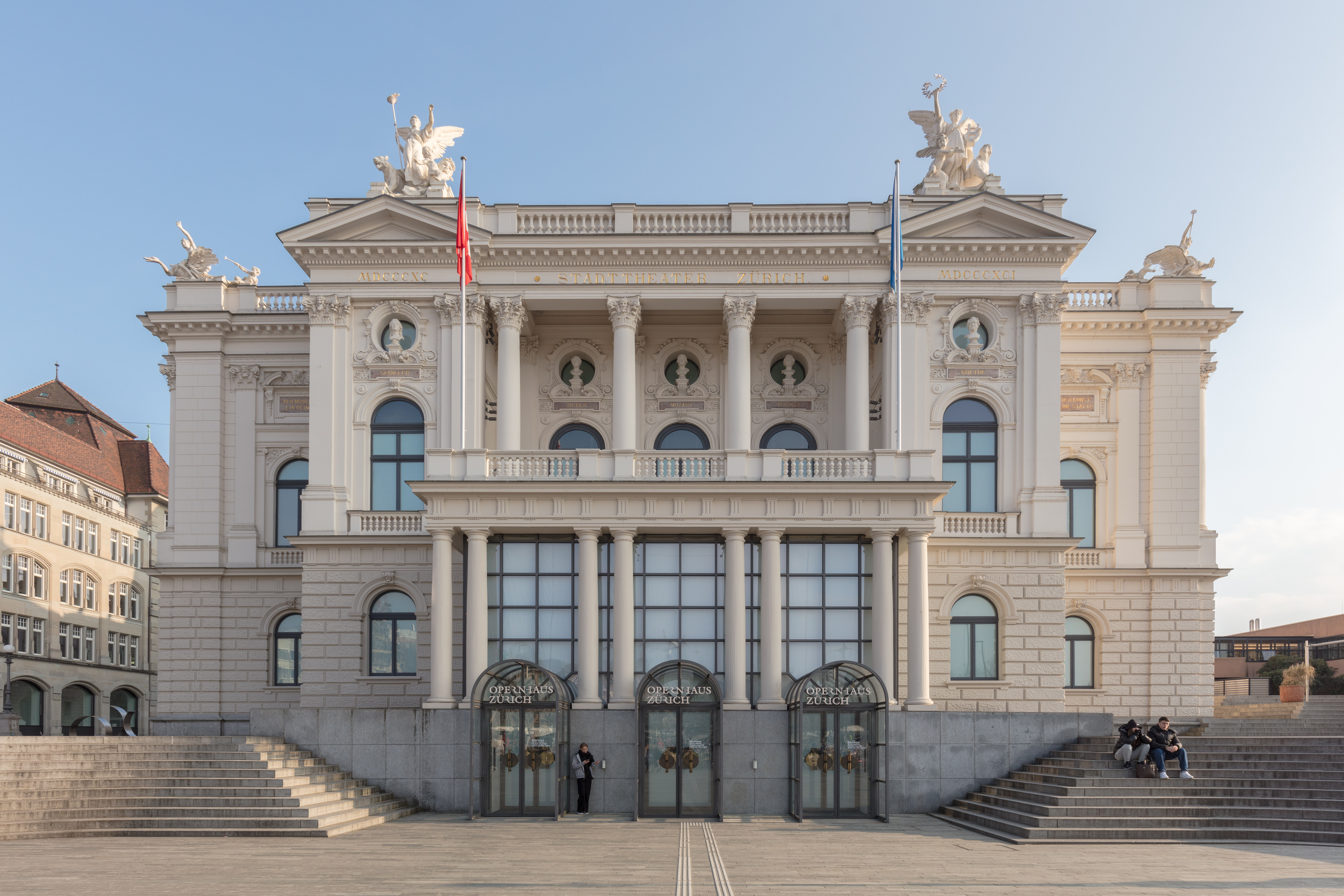
El Opernhaus Zürich.

El teatro de Ópera de Zúrich (en alemán:Das Opernhaus Zürich) es un teatro de ópera de Zúrich, ubicado cerca del Bellevue e inaugurado en 1891.

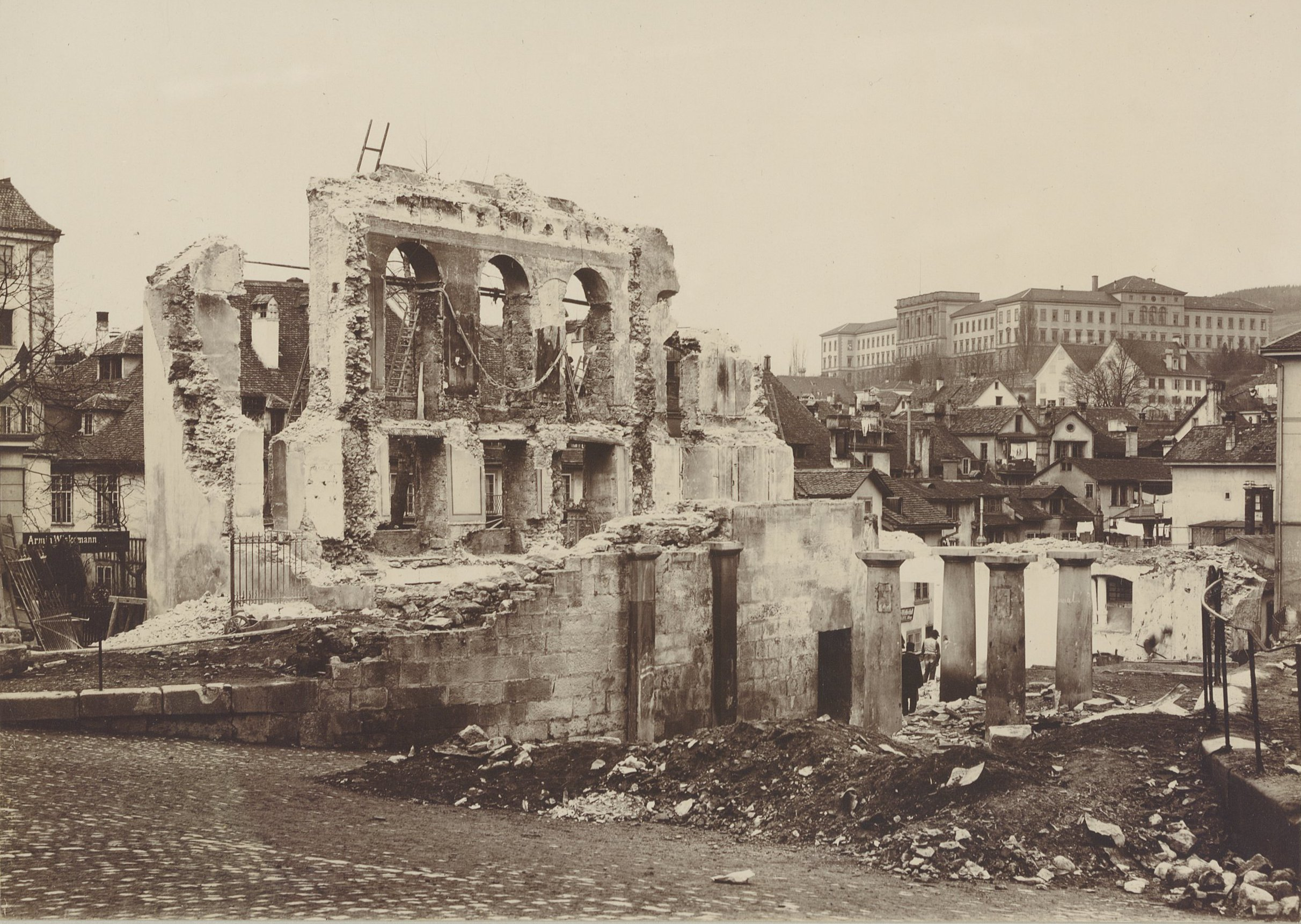
Las ruinas de la Aktientheater tras el incendio del 1890

El teatro se construyó para sustituir al teatro Aktientheater (Teatro Antiguo) que sucumbió ante un incendio. Su nombre original era Stadttheater. Los arquitectos fueron el renombrado despacho vienés Fellner & Helmer. Inicialmente concebido para teatro hablado y cantado, luego de la inauguración del Schauspielhaus Zürich, se limitó a la representación de ópera, operetas y ballet.
Luego de su renovación y ampliación entre 1982 y 1984, fue reinaugurado con las óperas Die Meistersinger von Nürnberg (Richard Wagner) y Der Kirschgarten (Rudolf Kelterborn).
Algunas de las óperas que se han estrenado en el teatro de ópera de Zúrich son: 
| Año  | Fecha            | Compositor            | Obra                                  |
| ---- | ---------------- | --------------------- | ------------------------------------- |
| 1917 | 11 de mayo       | Ferruccio Busoni      | Turandot y Arlecchino o las ventanas. |
| 1922 | 10 de mayo       | Othmar Schoeck        | Venus.                                |
| 1932 | 10 de diciembre  | Robert Stolz          | Venus in Seide.                       |
| 1933 | 30 de septiembre | Robert Stolz          | Zwei Herzen im Dreivierteltakt .      |
| 1933 | 14 de octubre    | Alexander Zemlinsky   | Der Kreidekreis.                      |
| 1935 | 30 de marzo      | Eduard Künneke        | Herz über Bord.                       |
| 1935 | 5 de octubre     | Oscar Straus          | Drei Walzer                           |
| 1936 | 18 de enero      | Emmerich Kálmán       | Kaiserin Josephine.                   |
| 1937 | 2 de junio       | Alban Berg            | Lulu.                                 |
| 1938 | 28 de mayo       | Paul Hindemith        | Matias el pintor (Mathis der Maler).  |
| 1942 | 13 de junio      | Arthur Honegger       | Jeanne d'Arc au bûcher.               |
| 1943 |                  | Paul Burkhard         | Casanova in der Schweiz.              |
| 1946 | 22 de julio      | Heinrich Sutermeister | Niobe.                                |
| 1947 | 29 de marzo      | Paul Burkhard         | Tic-Tac.                              |
| 1957 | 6 de junio       | Arnold Schönberg      | Moses und Aron.                       |
| 1961 | 2 de junio       | Bohuslav Martinu      | Griechische Passion.                  |
| 1967 | 26 de mayo       | Heinrich Sutermeister | Madame Bovary.                        |
| 1975 |                  | Giselher Klebe        | Ein wahrer Held.                      |
| 1977 | 5 de junio       | Rudolf Kelterborn     | Ein Engel kommt nach Babylon.         |
| 1984 |                  | Rudolf Kelterborn     | Der Kirschgarten.                     |
| 1998 | 17 de octubre    | Heinz Holliger        | Schneewittchen.                       |
| 2005 | 12 de junio      | Heinz Karl Gruber     | Der Herr Nordwind.                    |
| 2005 | 20 de noviembre  | Edward Rushton        | Harley.                               |

## Intendentes
- 1883-1896: Paul Schroetter
- 1901-1921: Alfred Reucker
- 1932-1947: Karl Schid-Bloss
- 1964-1975: Hermann Juch
- 1975-1986: Claus Helmut Drese
- 1986-1989: Christoph Groszer
- 1991-2012: Alexander Pereira
- 2012-hasta hoy: Andreas Homoki